# Zeribet El Oued (distrito)
Zeribet El Oued é um distrito localizado na província de Biskra, Argélia,[carece de fontes?] e cuja capital é a cidade de mesmo nome, Zeribet El Oued. O distrito está dividido em quatro comunas.